# Scorpaena mellissii
Scorpaena mellissii és una espècie de peix pertanyent a la família dels escorpènids.

## Descripció
- Fa 28,5 cm de llargària màxima.[4][5]

## Hàbitat
És un peix marí, demersal i de clima tropical que viu entre 10-110 m de fondària.

## Distribució geogràfica
Es troba a l'Atlàntic sud-oriental: Santa Helena.

## Observacions
És inofensiu per als humans.